# Culicoides sinanoensis
Culicoides sinanoensis är en tvåvingeart som beskrevs av Tokunaga 1937. Culicoides sinanoensis ingår i släktet Culicoides och familjen svidknott. Inga underarter finns listade i Catalogue of Life.